# スウェーデン式サウンディング試験
スウェーデン式サウンディング試験（スウェーデンしきサウンディングしけん Method for Swedish weight sounding test）は、地盤調査方法の一つ。スクリューウエイト貫入試験、スウェーデン式貫入試験ともいう。

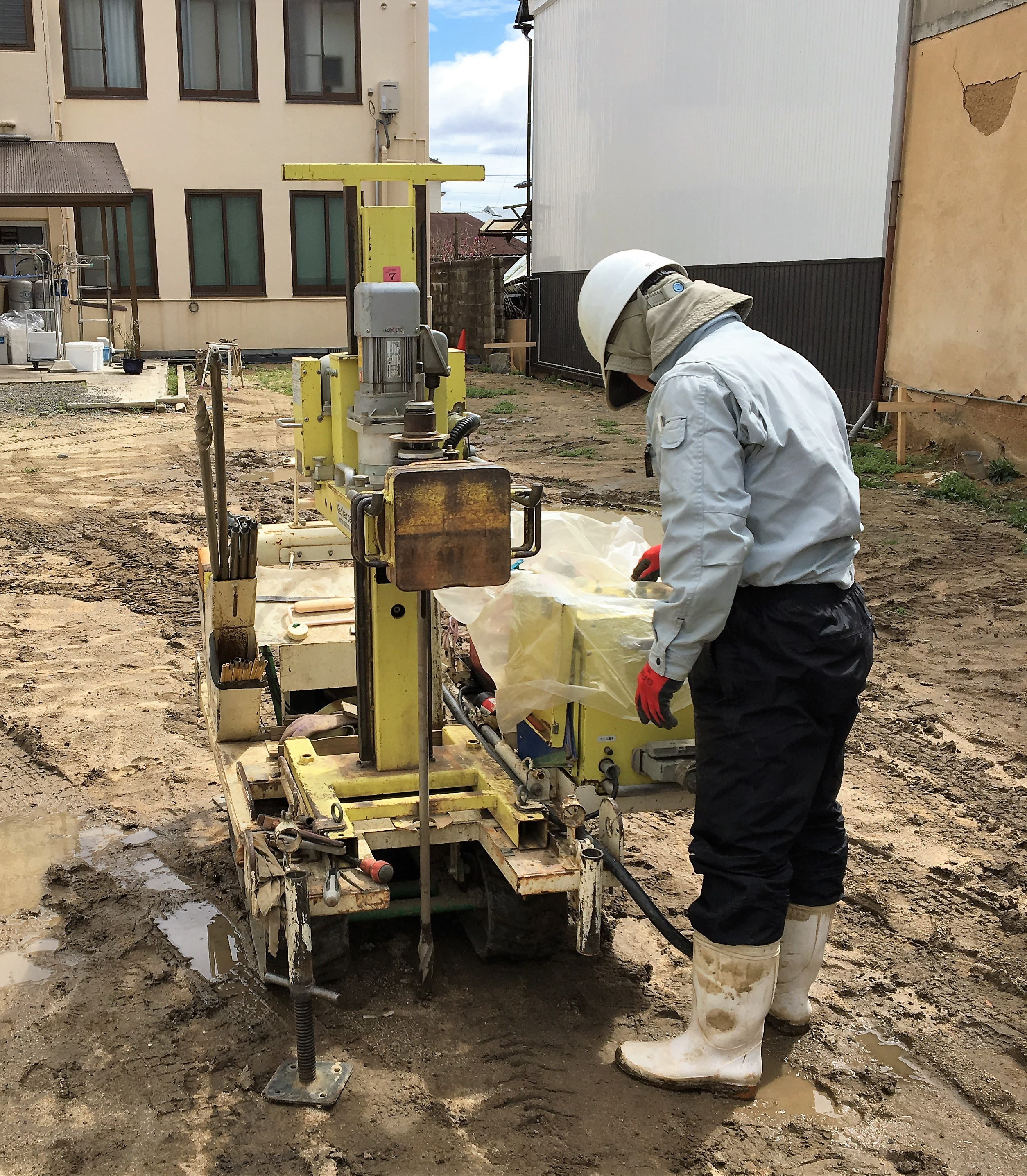
自走式スウェーデン式サウンディング試験装置。日東精工株式会社製。測定中の写真

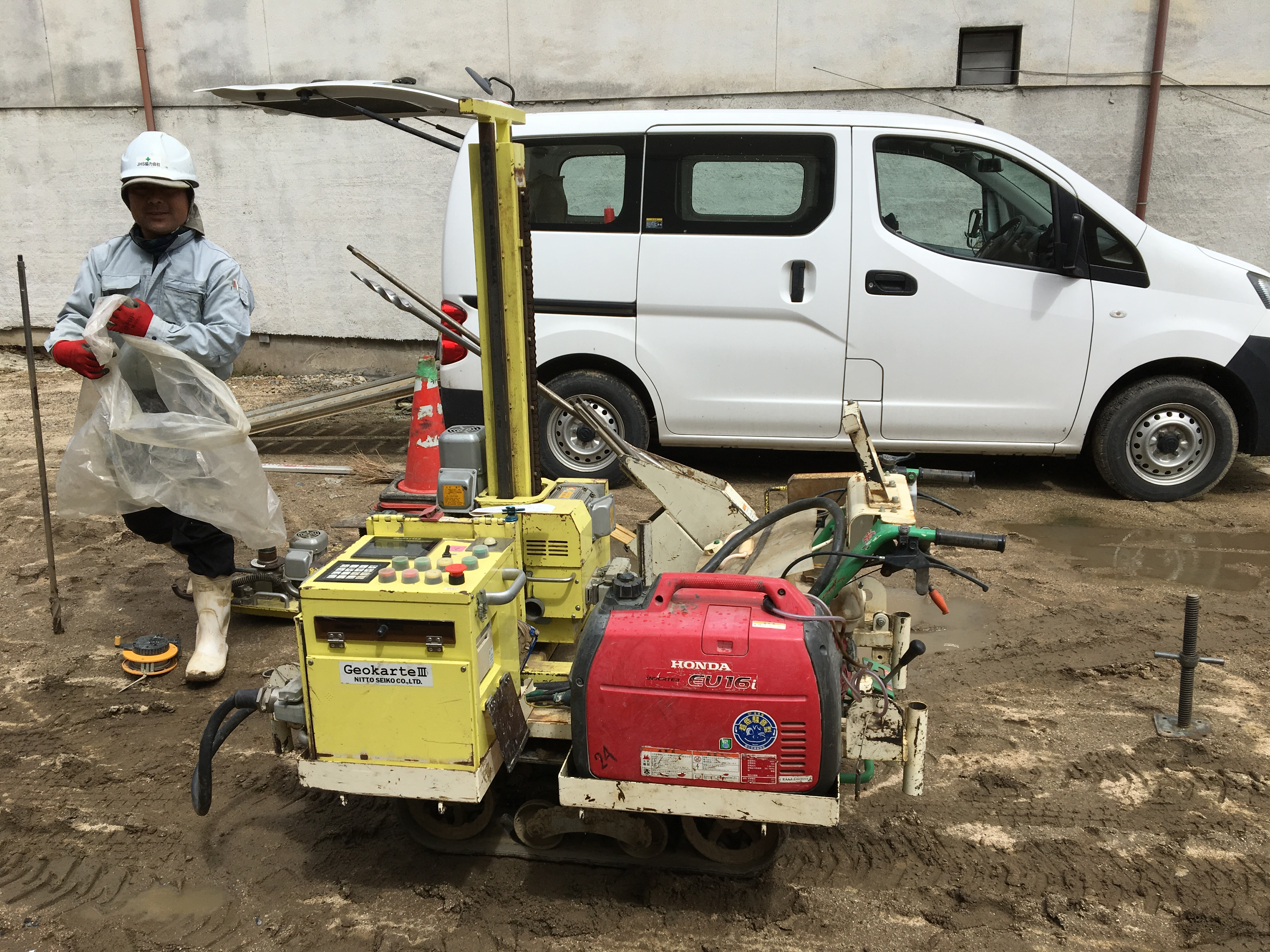
横方向より。後方の車両に積載して運送する

## 概要
ロッド、スクリュー、錘などからなるスウェーデン式サウンディング試験装置を用いて、土の硬軟又は締まり具合を判定する、静的貫入抵抗を求める原位置試験方法の一つ。
荷重、半回転数などを測定し、N値やせん断強度などに換算する。

## 歴史
1917年頃、スウェーデン国有鉄道不良路盤の試験方法として採用し、その後スカンディナヴィア諸国で普及した。日本では、1954年頃に建設省が河川堤防の地盤調査として導入。1976年にはJIS規格に制定され、住宅建築の際の地盤調査に用いられている。